# Eupithecia rusicadaria
Eupithecia rusicadaria là một loài bướm đêm trong họ Geometridae.